# Mefjell Glacier
Mefjell Glacier är en glaciär i Antarktis. Den ligger i Östantarktis. Norge gör anspråk på området. Mefjell Glacier ligger 1 214 meter över havet.
Terrängen runt Mefjell Glacier är varierad, och sluttar västerut. Trakten är obefolkad. Det finns inga samhällen i närheten. 